# Northwind Glacier
Northwind Glacier är en glaciär i Antarktis. Den ligger i Östantarktis. Nya Zeeland gör anspråk på området. Northwind Glacier ligger 823 meter över havet.
Terrängen runt Northwind Glacier är huvudsakligen kuperad, men norrut är den platt. Trakten är obefolkad. Det finns inga samhällen i närheten. 